# Ptychodus
Ptychodus byl rod paryb z řádu Neoselachii, který vyhynul na konci období křídy před zhruba sedmdesáti miliony let.

## Popis
Největší představitelé tohoto rodu dosahovali délky až okolo deseti metrů, i mladí jedinci měřili v rozmezí 4,3 až 7,1 metru. tělo měli kryto plakoidními šupinami. Žili při dně teplého Západního vnitrozemského moře a živili se převážně měkkýši, jako byli až dvoumetroví Inoceramus a Platyceramus. Jako úzcí potravní specialisté měli v čelistech až okolo 550 plochých zubů s drážkami na kousacích plochách, uzpůsobených k drcení tvrdých ulit, což jim vyneslo vědecký název Ptychodus, znamenající v řečtině „rýhovaný zub“. Fosilní nálezy těchto žraloků, především zuby, pocházejí ze Severní Ameriky a Evropy včetně českého území.

## Seznam druhů
- Ptychodus anonymus
- Ptychodus belluccii
- Ptychodus concentricus
- Ptychodus decurrens
- Ptychodus elevatus
- Ptychodus latissimus
- Ptychodus mahakalensis
- Ptychodus mammillaris
- Ptychodus marginalis
- Ptychodus mortoni
- Ptychodus occidentalis
- Ptychodus oweni
- Ptychodus paucisulcatus
- Ptychodus polygyrus
- Ptychodus rugosus
- Ptychodus whipplei